# Fanny Vlamynck
Fanny Vlamynck, ook wel Fanny Rodwell (Brussel, 1 augustus 1934), is een Belgische coloriste alsook de tweede vrouw van Hergé. Ze beheert zijn nalatenschap, onder meer De avonturen van Kuifje.

## Biografie
Vlamynck werd geboren in Brussel met de geboortenaam Fanny Vlamynck. Haar ouders waren Albert Vlamynck en Georgette Floss. Ze is het achterachterkleinkind van Leopold Sancke, een hoogleraar van Université libre de Bruxelles. Ze ontmoette haar toekomstige man Hergé toen ze in 1956 kleurspecialist werd bij Studios Hergé. Ze trouwde met Hergé in 1977 en werd zijn erfgename. Eind 1986, drie jaar na het overlijden van Hergé, richtte Fanny Vlamynck Fondation Hergé op. De commerciële taken van deze stichting worden sinds de jaren 90 onder de naam Moulinsart uitgevoerd. Vlamynck is tot heden nog steeds de CEO en sleutelfiguur in het bedrijf. In 1993 hertrouwde ze met Nick Rodwell, een Brits zakenman. Het echtpaar Vlamynck en Rodwell is controversieel vanwege hun zeer strikte controle over het gebruik van Hergés werken.

## Onderscheidingen
- Ridder in de Leopoldsorde.[2]

## Filmografie
- Tintin et moi (2003) (Kuifje en ik)[3] - zichzelf

## Uitgaves
- Musée Hergé, Michel Daubert, Fanny Rodwell
- Hergé, Fanny Rodwell, ISBN 9782874240997[4]

- Library of Congress Control Number: n2024032821
- Système universitaire de documentation: 149255667
- Virtual International Authority File: 173161938